# نحل مصري
نحل العسل المصري صغير الحجم حلقاته البطنية الأربعة الأولى صفراء داكنة عليها أشرطة من الزغب الأبيض في نهاية كل حلقة ومؤخرة البطن بنية ويغلب اللون البني اللامع على باقي الحلقات ويغطي جسمها شعر رمادي مبيض، ومن عيوبه طباعة الشرسة وميله للتطريد وضعف إنتاج ملكاته للبيض وقلة حمولة الشغالة من الرحيق حيث إن خرطومها قصير وأجنحتها صغيرة .